# استیون کالپ
استیون کالپ (انگلیسی: Steven Culp؛ زادهٔ ۳ دسامبر ۱۹۵۵) یک هنرپیشه اهل ایالات متحده آمریکا است. وی از سال ۱۹۸۲ میلادی تاکنون مشغول فعالیت بوده‌است.
از فیلم‌ها یا برنامه‌های تلویزیونی که وی در آن نقش داشته است می‌توان به کدبانوهای وامانده، جیمز و هلوی غول‌پیکر، برادران، کاپیتان آمریکا: سرباز زمستان، سیزده روز، سگ آتش‌نشانی و آخرین حرف اشاره کرد.